# 太谷城隍庙
37°25′20″N 112°33′20″E / 37.42222°N 112.55556°E
太谷城隍庙位于山西省晋中市太谷区水秀镇文庙社区小南街，太谷古城东南部的太谷房地产公司院内，太谷中学西侧，是一处太谷县文物保护单位。
太谷城隍庙始建于明洪武十二年（1379年），现仅存大殿一座，为明代遗构，面阔五间，进深三间，单檐悬山顶，后檐出抱厦。庙内其余建筑均在1970年代拆毁。
1956年7月，太谷城隍庙被列为太谷县文物保护单位。1995年12月又公布为太谷县第一批文物保护单位。